# Let Go
Let Go é o álbum de estreia da artista musical canadense Avril Lavigne, lançado em 4 de junho de 2002 pela Arista Records. O projeto, que inicialmente se intitularia Anything but Ordinary, teve suas sessões de gravação iniciadas em maio de 2001 e concluídas em janeiro de 2002. Durante o processo criativo, Lavigne, apesar de possuir um histórico musical, encontrava-se com dificuldade para definir um som para si e desejava também escrever seu próprio material em vez de gravar canções de outros compositores. Muitas das primeiras tentativas de colaboração da cantora com profissionais da área resultaram improdutivas, exceto as com Clif Magness. Por não aprovar a direção sonora de Magness, a Arista reuniu Lavigne com a equipe de produção The Matrix, e o alinhamento do registro foi finalmente completado.
Derivado em sua maioria de rock alternativo, pós-grunge e pop rock, o álbum incorpora ainda pop punk e rap. Liricamente, trata de assuntos relativos à angústia na adolescência, sendo classificado também como pertencente ao teen pop. Segundo a intérprete, as faixas estão relacionadas com sua visão de mundo e experiências pessoais, com temas acerca de relacionamentos problemáticos, solidão, insegurança, confusão, autodescoberta e perseverança.
Let Go dividiu opiniões entre os críticos musicais; muitos elogiaram sua produção e a capacidade vocal de Lavigne, enquanto outros desprezaram seu conteúdo lírico. Além de ser incluído entre os 200 álbuns definitivos no Rock and Roll Hall of Fame, o disco rendeu à cantora indicações ao Grammy e vitórias nos prêmios Juno de 2003. No âmbito comercial, obteve números bastante notáveis, superando um milhão de cópias tanto no Japão como no Canadá, e entrou para o Guinness World Records. Também é o álbum de Lavigne com maior número de vendas em diversas nações, como Reino Unido, Brasil, Portugal e Estados Unidos, onde obteve certificação de platina sétupla por mais de sete milhões de unidades. Com vendas mundiais estimadas em mais de 16 milhões de cópias, Let Go foi o segundo álbum mais vendido em 2002 e o nono em 2003, de acordo com a Federação Internacional da Indústria Fonográfica (IFPI).
Dos cincos singles do álbum, "Complicated", "Sk8er Boi" e "I'm with You" foram os únicos a entrar para as dez primeiras posições da Billboard Hot 100 dos Estados Unidos, e também conquistaram êxito em outros países. A Try to Shut Me Up Tour (2002–03), turnê associada a Let Go, passou pela América do Norte, Austrália, parte da Ásia e da Europa — um dos concertos foi registrado no álbum ao vivo My World. Na época, o rótulo midiático de punk em torno de Lavigne gerou questionamentos constantes acerca de sua autenticidade. Retrospectivamente, a cantora e o sucesso de Let Go foram creditados como um fator determinante para o cenário pop punk e alternativo feminino e em geral.

## Antecedentes
Avril Lavigne participava de concursos de talentos e apresentava-se em feiras de gado em Napanee, cidade em que cresceu e passou a maior parte da adolescência. Em 1998, ganhou um concurso de canto promovido por uma rádio local cujo prêmio foi uma apresentação ao lado da cantora country Shania Twain, ocorrida no Corel Centre para um público de aproximadamente 20 mil pessoas. Ademais, Lavigne participou em dois projetos do músico local de folk/gospel Stephen Medd.
Em 1999, seu primeiro empresário, Cliff Fabri, enviou cópias de um VHS com cenas dela cantando para executivos da indústria fonográfica e depois arranjou-lhe uma audição com o caçador de talentos Ken Krongard, responsável pela divisão A&R da Arista Records. Simultaneamente, uma das cópias chamou a atenção de Mark Jowett, da Nettwerk Records, fazendo-o enviar a gravação em vídeo ao compositor e produtor Peter Zizzo, e este solicitou a ida da jovem a Nova Iorque. Por sua vez, Krongrad pediu a Antonio "L.A." Reid, presidente da Arista, um contrato discográfico para Lavigne. Após interpretar três canções — incluindo "Why" (de sua coautoria) e "Breathe", de Faith Hill — no estúdio de Zizzo em 2000, ela assinou com a gravadora, e os preparativos para a gravação de seu álbum de estreia foram iniciados.

## Desenvolvimento
[Os profissionais contatados pela Arista] escreveram baladas fofas com letras nojentas e pseudo-puberais para mim. Eu não poderia cantar isso nem com a melhor das vontades. Além disso, eles não davam a mínima para os meus desejos. Havia apenas uma coisa: eu tinha que fazer isso [compor] sozinha.

Lavigne acerca do início da criação do álbum
L. A. Reid concedeu a Joshua Sarubin, da divisão A&R da Arista, a responsabilidade de supervisionar a criação do álbum. De início, Lavigne teve dificuldade quanto a encontrar-se musicalmente. Em Nova Iorque, ela participou de sessões com profissionais que lhe produziram várias canções country semelhantes às de Hill, mas estas terminaram por não refletir seus gostos, orientados ao hard rock e ao punk rock devido à convivência com esqueitistas na adolescência. Embora algumas colaborações, como as com Sabelle Breer e Curt Frasca, tenham obtido um bom resultado, foi em Los Angeles, para onde ela se deslocou em maio de 2001, que o processo realmente avançou. Lá, obteve maior controle criativo, trabalhando com Clif Magness, mas a gravadora não aprovou a sonoridade marcada por guitarras das faixas compostas por eles — especificamente "Losing Grip" e "Unwanted" — e buscou outros produtores para o disco. Em vista disso, Sandy Roberton sugeriu a Sarubin uma colaboração entre Lavigne e a equipe The Matrix, trio gerenciado por Roberton.
Quando o trio ouviu as primeiras canções gravadas por Lavigne, sentiram que elas continham "um tipo de vibração [ao estilo] de Faith Hill". Contudo, assim que a viram entrar em seu estúdio, perceberam que aquelas produções eram incongruentes com a imagem e atitude da jovem, então com 16 anos. Depois de conversarem com Lavigne por cerca de uma hora, reconheceram que ela não estava satisfeita, mas não conseguiam descobrir o que fazer a respeito. Então, tocaram-lhe suas composições com influências de Hill, já que era esse tipo de música que a gravadora queria que Lavigne cantasse, porém ela as descartou, pois queria canções com tendências punk rock. Lavigne apresentou-lhes uma canção que "ela gravara e realmente amava" reminiscente ao som da banda System of a Down. Como antes de formar o trio os primeiros projetos de seus membros eram do tipo pop rock, eles descobriram rapidamente o que ela queria gravar. Em sequência, Lavigne e eles compuseram uma canção que evoluiu para "Complicated". Ao ouvir "Complicated" pela primeira vez, Sarubin soube que estavam na direção certa. Lavigne apresentou a canção a L.A. Reid, que concordou com o estilo musical tomado por ela juntamente com o trio e permitiu-lhes, inicialmente por um mês, concluírem o restante do projeto. A Arista deu à equipe autorização para compor e produzir dez faixas, o que levou dois meses e resultou em seis canções.
As faixas compostas com os Matrix foram gravadas nos estúdios Decoy, situados em um subúrbio de Los Angeles conhecido como Valley Village. Das canções produzidas com a equipe, apenas cinco entraram para o alinhamento do disco. O restante do processo decorreu em estúdios de Nova Iorque, New Milford e Santa Mônica. Scott Spock, membro dos Matrix, foi o principal engenheiro de áudio do projeto, enquanto Tom Lord-Alge, Randy Staub e David Leonard foram encarregados da mixagem das faixas. As sessões de gravação, de acordo com Spock, ocorreram tranquilamente e Lavigne ficou relaxada durante elas, porque talvez "pensou que estava cortando a demo de uma canção". Além disso, ele revelou que cada canção era gravada em cinco ou seis tomadas, e "provavelmente 90% do que foi finalmente usado veio da primeira ou segunda tomadas". As sessões foram finalizadas em janeiro de 2002.

## Lançamento e divulgação
L.A. Reid, como produtor executivo de Let Go, sugeriu-lhe o título Anything but Ordinary após ouvir a faixa de mesmo nome. Lavigne, entretanto, foi contra a proposta, pois não gostava da ideia de "dar um nome" ao álbum. O título final surgiu a partir de uma faixa demo homônima que não entrou para seu alinhamento. Let Go foi mundialmente lançado em 4 de junho de 2002. Em setembro do mesmo ano, a Arista o incluiu em um acordo de lançamento com a DataPlay.

### Singles
Servindo ao mesmo tempo como o single de estreia de Lavigne e o primeiro foco de divulgação de Let Go, "Complicated" foi primeiramente lançada em 11 de março de 2002. A canção alcançou a segunda colocação da principal parada dos Estados Unidos, a Billboard Hot 100. Para além disso, atingiu o topo das paradas de outros 22 países pelo mundo, incluindo Austrália e Nova Zelândia. Seu videoclipe, dirigido por The Malloys, intercala cenas em que a cantora e sua banda de apoio fazem bagunça em um centro comercial e tocam o tema em um parque de esqueitismo.
Em 9 de setembro seguinte, "Sk8er Boi" tornou-se o segundo single do álbum. Comercialmente, repetiu o sucesso da anterior, listando-se nas dez primeiras posições em várias nações, incluindo Estados Unidos e Reino Unido, nos quais, respectivamente, atingiu as posições de número dez e oito. Apesar de seu bom desempenho, a faixa foi, segundo L.A. Reid, "a escolha mais controversa [como single]" por sua temática adolescente — havia certo receio de que isso pudesse alienar um público mais maduro. Essa mesma preocupação também surgiu após o lançamento do vídeo de "Complicated". O videoclipe de "Sk8er Boi, dirigido por Francis Lawrence, exibe Lavigne apresentando a canção improvisadamente em um cruzamento de uma rua.
"I'm with You" foi distribuída como a terceira faixa de trabalho do disco em 18 de novembro seguinte. Houve discordâncias dentro da gestão da gravadora, já que a canção havia sido considerada "o maior potencial do álbum" e um atrativo para um público maduro caso tivesse sido lançada primeiro. "I'm with You" garantiu a terceira entrada da artista para às dez primeiras colocações tanto da Billboard Hot 100 como da parada de singles do Reino Unido. No Brasil, inclusive, foi a 20.ª faixa mais tocada nas rádios em 2003, sendo a única obra de um artista internacional a entrar na listagem. Seu videoclipe, dirigido por David LaChapelle e filmado em câmera lenta, inicia-se com Lavigne em uma festa, com as cenas subsequentes mostrando-a solitária pelas ruas.
Após três singles produzidos por The Matrix, "Losing Grip" foi escolhida como o quarto single de Let Go por insistência de Lavigne, uma vez que a Arista pretendia usar para tal feito "Anything but Ordinary", outra canção produzida pelo trio. Lançada em 24 de março de 2003, a canção não teve o mesmo desempenho das anteriores, fracassando na Billboard Hot 100, em que chegou ao número 64. Por outro lado, teve picos mais notáveis no Reino Unido, onde alcançou o número 22, e Austrália, onde logrou ao número 20. A Nova Zelândia, contudo, recebeu "Mobile" como o último single em seu lugar; a faixa conquistou a 26.ª posição no país. O videoclipe de "Losing Grip" foi dirigido Liz Friedlander e mostra a cantora e sua banda de apoio apresentando a canção para um grande número de pessoas como em um concerto. Um videoclipe gravado para "Mobile" acabou surgindo na internet em janeiro de 2011, com cenas de Lavigne tocando guitarra, andando pela estrada e lacrimejando.

### Apresentações ao vivo

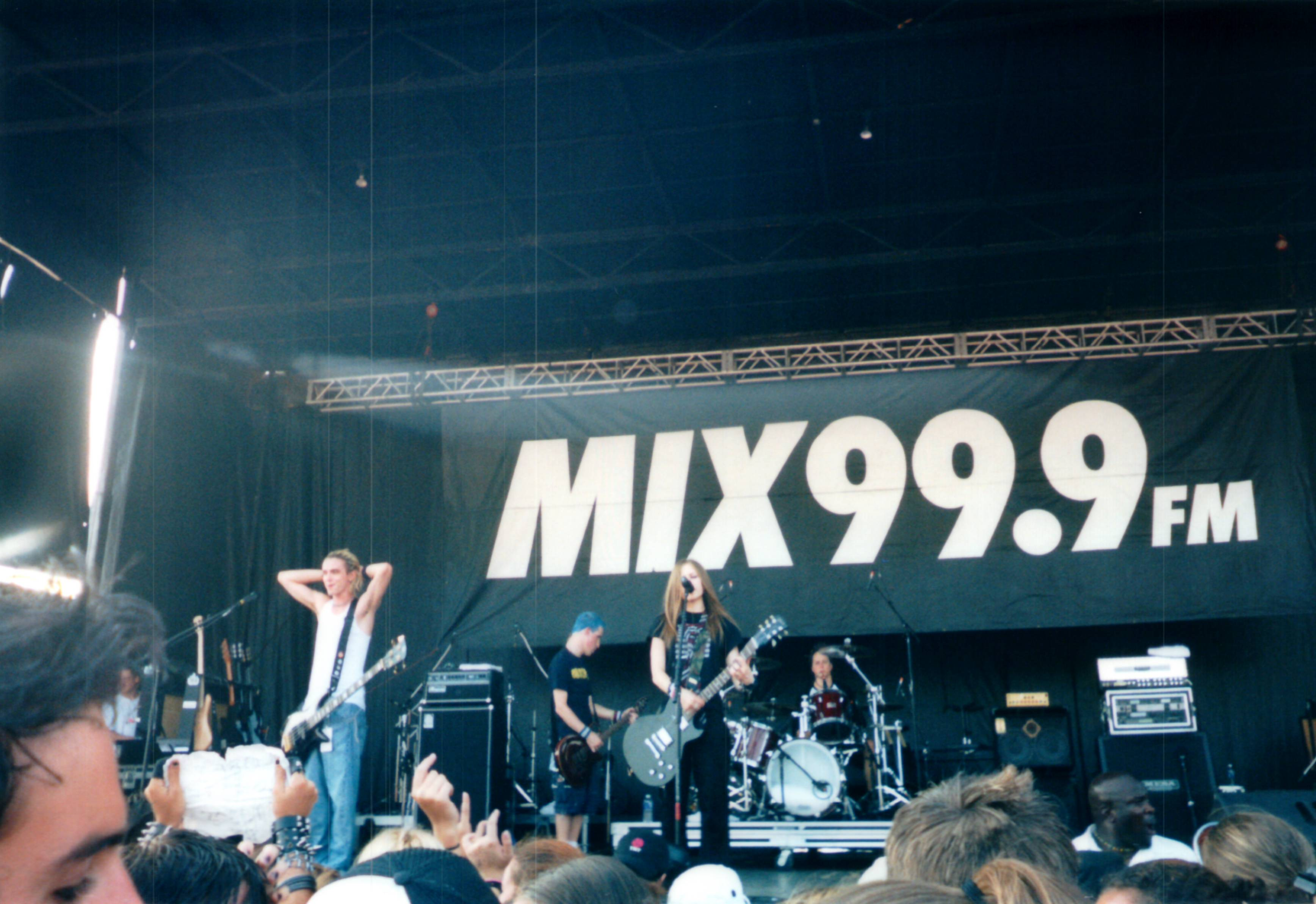
Lavigne durante um concerto para divulgação de Let Go em Toronto, Canadá, em 2002

Para divulgar Let Go, Lavigne fez aparições entre 2002 e 2003 em diversas atrações televisivas e premiações, incluindo Total Request Live e os programas The Tonight Show with Jay Leno, The Late Late Show With Craig Kilborn e Good Morning America.
Sua primeira apresentação promocional se deu em 8 de abril de 2002 em uma sessão musical promovida pela AOL, na qual a cantora interpretou pela primeira vez "Complicated" e outras canções do disco. Em 16 de junho, a artista interpretou "Complicated" durante os MuchMusic Video Awards. Subsequentemente, ela realizou uma turnê promocional pela Europa. Mais tarde, visitou o Japão pela primeira vez, realizando um concerto em Akasaka Blitz, em Tóquio. Em 14 e 29 de agosto, Lavigne se apresentou respectivamente no museu Rock & Roll Hall of Fame e na edição daquele ano dos MTV Video Music Awards. Em 13 de setembro, ela se apresentou na boate Mean Fiddler, em Londres, sendo recebida com desprezo pelo jornal The Guardian: a comentarista Caroline Sullivan disse que "[Lavigne] não teve a presença para transformar as canções em algo interessante" e notou sua falta de experiência ao vivo. No início de outubro, interpretou "Sk8er Boi" tanto no Late Show With David Letterman como no Live with Kelly and Ryan. Em 28 de novembro, aproveitando sua estadia promocional pela Espanha, apresentou-se nos Premios Ondas. Ela foi ato de abertura na cerimônia dos Billboard Music Awards, ocorrida em 9 de dezembro. Em 24 de janeiro de 2003, apresentou-se nos MTV Asia Music Awards. Em 20 de fevereiro, compareceu aos Brit Awards, onde interpretou "Sk8er Boi" acompanhada de 21 bateristas no palco. Três dias depois, interpretou a canção na 45.ª edição do Grammy. Em 6 de abril, Lavigne cantou "Losing Grip" nos prêmios Juno.

#### Turnê
Lavigne iniciou a Try to Shut Me Up Tour, sua primeira turnê mundial, em 5 de dezembro com um concerto em Buffalo, no estado de Nova Iorque. Uma posterior apresentação na mesma cidade se tornou o primeiro álbum ao vivo/de vídeo da cantora, intitulado My World e lançado em 2003. A turnê teve datas nos Estados Unidos, Canadá, Austrália e em nações asiáticas e europeias.

## Composição

### Estilo musical e temas
Muitas das minhas canções são pessoais e sobre eu ter 16 anos e garotos partirem meu coração e parecer que é o fim do mundo. Sobre eu ser apenas uma criança e escrever sobre ter uma queda por um esqueitista ou algo assim. O álbum tem várias atitudes e emoções diferentes: eu sendo louca, estando magoada ou triste.

Lavigne sobre as letras presentes em Let Go
Let Go possui guitarras, baixo, bateria, teclados, violão, violoncelo e programação em sua instrumentalidade, sendo derivado em sua maioria dos gêneros rock alternativo e pós-grunge. Sonoramente, apresenta canções ora ásperas ora vulneráveis. Também é composto por um repertório notável de pop rock, o que fora observado por Edmund J. Lee para o The New York Times, que o descreveu como "uma mistura de baladas poderosas e rock à beira do pop", bem como Blair Jackson da Common Sense Media, que o definiu como "[um álbum] pop rock confessional, [com] canções cativantes [que] tocam na angústia adolescente". Por causa das temáticas adolescentes, o álbum foi classificado também como pertencente ao gênero teen pop.
Quanto ao conteúdo do disco, a intérprete revelou que se trata de experiências pessoais e sua visão de mundo, mostrando diferentes lados de si mesma. Gil Kaufman da MTV denominou-o "reflexões surpreendentemente maduras e levemente hiperativas de uma adolescente", com temas que, por sua vez, variam acerca de relacionamentos problemáticos, solidão, insegurança, confusão, autodescoberta e perseverança. Foi notada em sua produção ênfase às guitarras e aos vocais da artista frente os arranjos musicais, compostos por sintetizadores, batidas modernas e arranhões em toca-discos.

### Canções
A faixa de abertura, "Losing Grip", é a favorita de Lavigne no álbum, porque melhor evidenciou sua perspectiva sonora nele. Contendo elementos de nu metal, a canção destaca o alcance vocal da intérprete, especialmente durante o refrão "explosivo e cheio de raiva", e foi inspirada em um namorado que não valorizava a cantora o suficiente, como exemplificado pelo trecho "Agora sinto-me invisível para você". Liricamente, "Losing Grip" discorre sobre momentos em que Lavigne sentiu-se ignorada por seu amado, que não a apoiara emocionalmente como ela gostaria, fazendo-a concluir que ela não deveria mais importar-se com o relacionamento ("Por que eu deveria me importar? Não vamos a lugar nenhum"). Faixa seguinte, "Complicated" é derivada de pop rock e tem letras que tratam a respeito do desprezo da cantora para com pessoas que tentam parecer o que não são apenas para impressionar.
"Sk8er Boi" é a faixa de número três e foi identificada como a única canção do álbum efetivamente derivada de punk rock. Contendo influências eminentes de power pop, a canção conta uma história sob o ponto de vista da artista sobre um namorado esqueitista e uma garota bailarina que o rejeitara antes, mas que agora encontra-se arrependida e em uma vida entediante após ele tornar-se um famoso músico de rock. Segue-se então "I'm with You", uma balada pop rock que incorpora quase imperceptivelmente música country. Essa canção, que é sobre uma garota solitária disposta a ir para casa com um estranho, coloca a artista "[no papel de] uma adolescente fugitiva, emocional e fisicamente à deriva". O mesmo ocorre em "Mobile", faixa na qual a cantora revela-se angustiada pelas mudanças constantes do mundo à sua volta e teme que isso lhe escape o controle.
|                                                    | "Unwanted" "Unwanted" alinha-se mais a sonoridade desejada por Lavigne para Let Go. |
| Problemas para escutar este arquivo? Veja a ajuda. |                                                                                     |

Assim como "Losing Grip", a canção seguinte alinha-se mais ao repertório desejado por Lavigne para o álbum como um todo, tendo sido também baseada num relacionamento conflituoso: em termos líricos, "Unwanted" aborda a rejeição dos pais de um namorado, o que é marcado pela linha "Simplesmente não entendo por que você não fala comigo". Ao compor a faixa, a intérprete recordou uma situação em que visitou a casa dos pais de um namorado e, embora tenha sido muito educada com eles, foi recepcionada com indiferença. "Jantei com eles à mesa e tive minhas maneiras, tipo: 'Posso ajudá-los com algo? Posso lavar a louça?' Mas eles não me queriam com seu filho. Acho que pensaram que eu era um pouco selvagem para ele. E eu fiquei tão magoada com isso."
Em "Tomorrow", sétima faixa, é exposta a necessidade de confiança dentro das relações humanas, enquanto a sucessora "Anything but Ordinary" ressalta uma temática inconsequente em letras como "Andar na linha faria minha vida ser chata / Quero saber que fui até o extremo". "Things I'll Never Say", por outro lado, revela a intérprete desejosa por conversar com seu interesse amoroso, mas ela não consegue fazê-lo por nervosismo. A autobiográfica "My World" volta-se para os dias de Lavigne em Napanee, com trechos como "Nunca fui falsa / Sempre derrotei os garotos / Cresci em uma cidade de cinco mil habitantes", além de menções a quando sonhava em ser famosa, ganhava dinheiro cortando grama e foi despedida de uma lanchonete de frango frito. Em "Nobody's Fool" a intérprete proclama versos em rap sobre sua recusa em mudar a si mesma para agradar a alguém. Penúltima faixa da edição padrão do disco, "Too Much to Ask" é acerca de uma paixão de verão que fumava maconha em demasia. "Ele optava por ficar chapado em vez de ficar comigo em determinadas situações", revelou Lavigne. A balada de amor "Naked" encerra Let Go com nuances sexuais.

## Recepção crítica
| Críticas profissionais | Críticas profissionais |
| Pontuações agregadas   | Pontuações agregadas   |
| Fonte                  | Avaliação              |
| ---------------------- | ---------------------- |
| Metacritic             | 68/100                 |
| Avaliações da crítica  |                        |
| Fonte                  | Avaliação              |
| AllMusic               | [ 64 ]                 |
| Blender                | [ 79 ]                 |
| Entertainment Weekly   | B−                     |
| IGN                    | 6.5/10                 |
| Melodic                | [ 81 ]                 |
| Pitchfork              | 6.6/10                 |
| Rolling Stone          | [ 71 ]                 |
| Slant Magazine         | [ 82 ]                 |

No agregador de resenhas Metacritic, Let Go recebeu uma pontuação de 68 em uma escala que vai até 100, baseada em opiniões coletadas de 9 publicações musicais, o que indica "análises geralmente positivas" por parte da crítica especializada. Foram constantes as comparações com o estilo musical de outras cantoras, especialmente Alanis Morissette. Sal Cinquemani da Slant Magazine referiu-se a Lavigne como "a mini-Alanis da geração Y", mesmo que tenha percebido sua capacidade lírica como "aquém da astúcia afiada de Morissette". Christina Saraceno, resenhista da base de dados AllMusic, notou que Lavigne é "Morissette quando está com raiva". Alex Ortiz da página IGN imaginou que Let Go traduziria a suposta imagem punk da intérprete, porém decepcionou-se pelo álbum estar repleto de canções "pensativas e cheias de emoção", típicas da mesma cena musical em que se encontram Morissette, Michelle Branch e Vanessa Carlton.
Analistas elogiaram a voz de Lavigne e a produção musical de Let Go. Pat Blashill, em resenha para a revista Rolling Stone, disse que, além de "Complicated", o álbum "vem totalmente carregado com mais uma dúzia de hinos infecciosos de angústia para o Total Request". O crítico elogiou Lavigne por ter uma "ótima voz" e sua estratégia inteligente de trabalhar com "uma equipe qualificada de produtores de grandes êxitos". Em concordância com Blashill, Saraceno observou a cantora como "uma compositora capaz com habilidades vocais", ao mesmo tempo em que "lida com uma variedade de estilos habilmente". Com uma nota de quatro dentre no máximo cinco estrelas, John Perry da revista Blender resumiu Let Go em uma "[grandiosa] estreia cheia de pop radiante com guitarra" e, embora o tenha considerado liricamente ingênuo, exaltou "a entrega sincera, os momentos pop e a empolgante agitação" presentes no material. Comentando para a Pitchfork, Jamieson Cox destacou o "equilíbrio perfeito entre atitude desdenhosa e polimento preparado para as rádios" da produção do trio The Matrix dentro do disco.
Por outro lado, muitos críticos foram ambivalentes quanto ao conteúdo lírico do álbum e ao que julgaram ser falta de autencidade por parte de Lavigne. Saraceno opinou que Lavigne apropriou-se do que ouviu ao crescer e notou imprecisão e lapso nas letras, nomeadamente em "Sk8er Boi" e "Too Much To Ask". Nick Reynolds da BBC Music prezou o potencial da primeira metade do disco, mas ficou dividido acerca do restante das faixas, descrevendo estas como "fracas" e com letras "bastante ingênuas". Da mesma forma, Kaj Roth escreveu para a Melodic que o maior problema no registro são as faixas que soam como "preenchimentos". Embora tenha adjetivado o álbum de "o conjunto monocromático de estreia de Lavigne", Jon Caramanica da revista Entertainment Weekly alegou que Let Go "é salvo apenas pela seriedade de suas canções", muitas das quais lhe pareceram canções-tema retiradas de qualquer drama adolescente da Warner Bros. Enquanto isso, Cam Lindsay da Stylus Magazine declarou que a artista não se mostrou "uma compositora brilhante" no disco e que "sua voz é boa, mas não incrível". Concedendo uma nota B ao projeto, Lindsay concluiu: "Let Go é uma boa estreia, mas não um ótimo álbum." Em uma revisão mista, Augusto Pinheiro da edição digital do Folha de S.Paulo apreciou o fato de as canções do álbum serem compostas pela própria intérprete e refletirem seus ideais, mas sentiu uma limitação no conteúdo deste; segundo Pinheiro, "[as canções foram] feita[s] por [uma] adolescente para adolescente[s]".

## Impacto

### Reconhecimento e premiações
Let Go foi incluído na lista de 50 piores álbuns da década de 2000 da Gigwise. Chamando-o de "falso" e listando-o na 36.ª posição, a publicação declarou que o álbum é "o equivalente em áudio de um bebê jogando seus brinquedos no carrinho". Apesar disso, foi incluído entre os 200 álbuns definitivos no Rock and Roll Hall of Fame, enquanto os leitores da Rolling Stone elegeram-no o quarto melhor álbum da década de 2010.
Quanto às premiações, Let Go ganhou primeiramente a categoria de Melhor Álbum na edição de 2002 dos Radio Disney Music Awards. Na 45.ª cerimônia do Grammy, Lavigne recebeu cinco nomeações, incluindo Melhor Álbum Vocal de Pop por Let Go, mas não venceu nenhuma das indicações. Em contrapartida, ganhou quatro das seis categorias que concorria no Juno Awards de 2003, entre as quais a de Álbum do Ano e Álbum Pop do Ano por Let Go. Pelo sucesso comercial do álbum em Hong Kong, a intérprete foi um dos dez artistas estrangeiros premiados com um Gold Disc Award pela IFPI Hong Kong em 2003. Ainda no mesmo ano, Let Go levou o prêmio de Álbum Rock&Pop do Ano nos Japan Gold Disc Awards e foi nomeado a Álbum do Ano tanto no MTV Video Music Awards Japan como no Teen Choice Awards.

### Controvérsias
Posicionada como cantora/compositora, Lavigne enfrentou desconfiança do público e mídia depois que o trio The Matrix assumiu a composição da maior parte dos singles exitosos de Let Go, nomeadamente "Complicated", "Sk8er Boi" e "I'm with You". Embora os royalties de publicação dessas canções dividam-se igualmente entre os membros da equipe e Lavigne, Lauren Christy, integrante do trio, disse: "Avril entrava [no estúdio] e cantava algumas melodias, mudava uma palavra aqui ou ali." Lavigne, no entanto, alegou ser a principal autora de cada faixa no álbum: "Lauren e eu sentamos e fizemos todas as letras juntas para cada canção. Graham inventava algumas coisas na guitarra e eu pensava: 'Sim, eu gosto disso' ou 'Não, eu não gosto disso'. Nenhuma dessas canções não é minha." L.A. Reid, por sua vez, defendeu Lavigne, argumentando que ela teve "a liberdade de fazer o que realmente queria, e as canções mostram seu ponto de vista".
Conforme dito por Joe D'Angelo para um artigo da MTV em 2002, desde que surgiu na cena mainstream, Lavigne "deu uma primeira impressão que dividiu seu público em duas facções: aqueles que a veem como uma criança selvagem com força de vontade e aqueles que pensam que ela é uma poser e um produto de etiqueta". Os questionamentos acerca da autenticidade de Lavigne intensificaram-se após declarações de seu ex-empresário Fabri, que revelou que a cantora desconhecia grupos de punk rock como Sex Pistols e disse que ele mesmo contribuíra muito para a construção de Lavigne como artista. O passado de Lavigne cantando música country e gospel também foi alvo de indagação pública, com alegações de ela ser um produto fabricado por sua gravadora. Para Jonathan Bradley da Billboard, os críticos da época foram injustos em suas acusações, já que "estavam esquecendo que desde o início o punk envolve comercialismo oportunista [e] postura consciente de imagem". Bradley admitiu que "[Lavigne] pode não ter inventado seu som, mas irrevogavelmente colocou sua marca nele". Lavigne, inclusive, defendeu-se do rótulo midiático de punk: "Sei que não sou punk. Você nunca veria alguém que é punk ao extremo na MTV. Eles são contra todas essas coisas. Na verdade, ninguém vem até mim e diz: 'Você não é punk!' Mas, se o fizessem, eu diria 'eu nunca disse que era!'."

### Legado
O sucesso comercial de Let Go representou um grande avanço para a equipe de produção The Matrix, que a partir de então passou a ser solicitada para escrever e produzir para diversos artistas, e também ajudou a criar espaço para mulheres dentro do cenário musical alternativo e pop punk, como afirmado por Hayley Williams, vocalista do Paramore: "Eu não acho que teria sido assinado se Avril não tivesse acontecido. De repente, eu estava em Nova Iorque tocando para L.A. Reid." Ademais, emergiram muitas cantoras seguindo o mesmo estilo musical de Lavigne, como Ashlee Simpson, Lindsay Lohan e Kelly Clarkson, bem como as estrelas da Disney que passaram da atuação para a música com um som pop rock, tais como Hilary Duff, Miley Cyrus e Demi Lovato. Lindsey Jordan, conhecida artisticamente como Snail Mail, creditou a estreia de Lavigne como motor para seu interesse pela música alternativa. A influência do surgimento da artista não se limitou a cena musical feminina, abrindo caminho também para a ascensão de bandas pop punk como Good Charlotte, Simple Plan e Yellowcard.
Reconhecida como uma tendência a partir de sua aparição na indústria fonográfica, que passou a abandonar boy bands genéricas como Backstreet Boys e 'N Sync em favor de artistas mais jovens e visionários de suas próprias carreiras, por coescrever suas próprias canções, assumir papel de instrumentista e não realizar apresentações dançantes ao palco, Lavigne liderou, ao lado de Michelle Branch, Vanessa Carlton e Pink, uma contraofensiva ao teen pop produzido por Britney Spears e Christina Aguilera no final da década de 1990 e, devido a isso, começou a ser chamada de "anti-Britney" junto a suas contemporâneas. O êxito comercial da artista foi visto ainda como parte de um ciclo da indústria fonográfica onde o teen pop dançante era derrubado pelo punk, a exemplo do final dos anos 80, quando New Kids on the Block foi gradualmente sendo substituído por Green Day como o interesse dos jovens nos Estados Unidos.

### Relançamento
Em comemoração aos 20 anos de lançamento de Let Go, uma nova edição do álbum foi lançada em 3 de junho de 2022. Essa versão adiciona seis faixas ao alinhamento original, incluindo todos os lados B dos singles do álbum ("Why", "Get Over It" e "I Don't Give"), "Falling Down", incluída na trilha sonora do filme Sweet Home Alabama (2002), e a inédita "Make Up". Todas estas foram originalmente planejadas para estarem em Let Go. Além disso, a reedição também conta com uma regravação da canção "Breakaway", coescrita e gravada por Lavigne para o álbum, porém entregue à Clarkson após ser descartada.

## Lista de faixas
| Let Go – Edição padrão |                         |                                                         |                             |         |  |
| N.º                    | Título                  | Compositor(es)                                          | Produtor(es)                | Duração |  |
| 1.                     | "Losing Grip"           | Avril Lavigne · Clif Magness                            | Magness                     | 3:53    |  |
| 2.                     | "Complicated"           | Lavigne · Lauren Christy · Graham Edwards · Scott Spock | The Matrix                  | 4:05    |  |
| 3.                     | "Sk8er Boi"             | Lavigne · Christy · Edwards · Spock                     | The Matrix                  | 3:23    |  |
| 4.                     | "I'm with You"          | Lavigne · Christy · Edwards · Spock                     | The Matrix                  | 3:44    |  |
| 5.                     | "Mobile"                | Lavigne · Magness                                       | Magness                     | 3:31    |  |
| 6.                     | "Unwanted"              | Lavigne · Magness                                       | Magness                     | 3:40    |  |
| 7.                     | "Tomorrow"              | Lavigne · Curt Frasca · Sabelle Breer                   | Frasca · Breer[A]           | 3:48    |  |
| 8.                     | "Anything but Ordinary" | Lavigne · Christy · Edwards · Spock                     | The Matrix                  | 4:12    |  |
| 9.                     | "Things I'll Never Say" | Lavigne · Christy · Edwards · Spock                     | The Matrix                  | 3:43    |  |
| 10.                    | "My World"              | Lavigne · Magness                                       | Magness                     | 3:27    |  |
| 11.                    | "Nobody's Fool"         | Lavigne · Peter Zizzo                                   | Zizzo                       | 3:57    |  |
| 12.                    | "Too Much to Ask"       | Lavigne · Magness                                       | Magness                     | 3:45    |  |
| 13.                    | "Naked"                 | Lavigne · Frasca · Breer                                | Magness · Frasca · Breer[A] | 3:29    |  |
| Duração total:         | Duração total:          | Duração total:                                          | Duração total:              | 48:41   |  |

| Let Go – Edição comemorativa de 20 anos |                |                                              |                                                   |         |  |
| N.º                                     | Título         | Compositor(es)                               | Produtor(es)                                      | Duração |  |
| 14.                                     | "Why"          | Lavigne · Zizzo                              | Zizzo                                             | 3:54    |  |
| 15.                                     | "Get Over It"  | Lavigne · Christy · Edwards · Spock          | The Matrix                                        | 3:29    |  |
| 16.                                     | "Breakaway"    | Lavigne · Matthew Gerrard · Bridget Benenate | Gerrard · Benenate · Scot Stewart · John Feldmann | 3:43    |  |
| 17.                                     | "Falling Down" | Lavigne · Christy · Edwards · Spock          | The Matrix                                        | 3:57    |  |
| 18.                                     | "I Don't Give" | Lavigne · Christy · Edwards · Spock          | The Matrix                                        | 3:39    |  |
| 19.                                     | "Make Up"      | Lavigne · Christy · Edwards · Spock          | The Matrix                                        | 3:14    |  |
| Duração total:                          | Duração total: | Duração total:                               | Duração total:                                    | 1:10:43 |  |

| Let Go – Edição japonesa |                |                 |                |         |  |
| N.º                      | Título         | Compositor(es)  | Produtor(es)   | Duração |  |
| 14.                      | "Why"          | Lavigne · Zizzo | Zizzo          | 4:00    |  |
| Duração total:           | Duração total: | Duração total:  | Duração total: | 52:41   |  |

| Let Go – Edição especial japonesa |                                 |         |  |
| N.º                               | Título                          | Duração |  |
| 15.                               | "Complicated" (versão para TV)  | 4:05    |  |
| 16.                               | "Sk8er Boi" (versão para TV)    | 3:24    |  |
| 17.                               | "I'm with You" (versão para TV) | 3:46    |  |
| 18.                               | "Losing Grip" (versão para TV)  | 3:53    |  |
| Duração total:                    | Duração total:                  | 63:49   |  |

| Let Go – Edição limitada (disco bônus) |                           |         |  |
| N.º                                    | Título                    | Duração |  |
| 1.                                     | "Get Over It"             | 3:29    |  |
| 2.                                     | "Why"                     | 4:02    |  |
| 3.                                     | "Unwanted" (ao vivo)      | 4:01    |  |
| 4.                                     | "I'm with You" (ao vivo)  | 3:59    |  |
| 5.                                     | "Nobody's Fool" (ao vivo) | 3:58    |  |
| Duração total:                         | Duração total:            | 19:29   |  |

Let Go – Edição japonesa de turnê (DVD)
1. "Complicated" (videoclipe)
2. "Sk8er Boi" (videoclipe)
3. "I'm with You" (videoclipe)
4. "A Day in the Life – N.Y.C." (EPK)

Notas
A  – denota produtores adicionais

## Créditos
Créditos adaptados do encarte de Let Go.
Gestão
- Antonio "L.A." Reid – produção executiva
- Joshua Sarubin – A&R
- Robert Mainwaring – coordenação de A&R
- Theresa Wilson – administração de A&R

| Visuais e imagem - Avril Lavigne – direção artística - Jeff Schulz – layout e design - John Arsenault – fotografia - Cline Farrell – fotografia | - Sonya Farrell – fotografia - Monique Perrault – fotografia - Ashley Reid – fotografia Locais de masterização - Masterdisk (Nova Iorque) |

Locais de gravação
| - Blue Iron Gate Studio (Santa Mônica, Califórnia) - Signet Soundelux Studios (Los Angeles, Califórnia) - Decoy Studios (Los Angeles) - Real Music Studios (Los Angeles) | - Boulevard Recording Studios (New Milford, Nova Jérsei) - JSM Studios (Nova Iorque) - Top Floor Studios (Nova Iorque) - Big Baby Recording (Nova Iorque) |

| Locais de mixagem - South Beach Studios (Miami Beach, Flórida) - Henson Recording Studios (Los Angeles) - East Iris Recording Studio (Nashville, Tennessee) | Vocais - Avril Lavigne – principal, de apoio (faixa 11) - The Matrix – de apoio |

Instrumentação
| - Avril Lavigne – guitarra - Clif Magness – baixo, guitarra, teclados, programação - Josh Freese – bateria - Corky James – guitarra - Victor Indrizzo – bateria - Suzie Katayama – violoncelo - Alex Elena – bateria | - Joe Bonadio – bateria - Jeff Allen – baixo - Gerry Leonard – guitarra - Peter Zizzo – guitarra, programação - Dennis Johnson – turntable - Jen Scaturro – programação - Curt Frasca – guitarra, programação |

Produção
| - Avril Lavigne – composição - Clif Magness – composição, produção musical, engenharia de gravação - The Matrix – composição, produção musical, arranjos, engenharia de gravação - Curt Frasca – composição, produção musical, engenharia de gravação - Sabelle Breer – composição, arranjos de vocais, produção adicional - Peter Zizzo – composição, produção musical, arranjos, engenharia de gravação, edição - Jen Scaturro – edição - Tom Hardisty – assistência de gravação - Steve Gryphon – engenharia de gravação adicional - Femio Hernandez – assistência de mixagem | - Tom Lord-Alge – mixagem - Mark Howard – engenharia de gravação adicional - Steve Gryphon – engenharia de gravação adicional - Jon Berman – engenharia de gravação - German Villacorta – assistência de mixagem - Randy Staub – mixagem - Rick Kerr – engenharia de gravação - David Shackney – engenharia de gravação - Sang Park – assistência de mixagem - David Leonard – mixagem |

## Desempenho comercial
O sucesso comercial tido por Let Go o fez ser reconhecido pela Entertainment Weekly como a maior estreia pop de 2002. Na listagem anualmente publicada pela Federação Internacional da Indústria Fonográfica (IFPI), ficou na segunda — atrás apenas de The Eminem Show, do rapper Eminem — e nona posições nas vendas globais daquele ano e 2003, respectivamente. Mundialmente, é estimado que tenham sido distribuídas entre 16 e 20 milhões de cópias do álbum.
No Canadá, Let Go levou quinze semanas para atingir o topo do gráfico de vendas compilado pela Billboard no país, superando mais de um milhão de unidades em menos de um ano. A Music Canada certificou-o com nível de diamante em maio de 2003. Provou-se exitoso também nos Estados Unidos, onde estreou no número 8 da Billboard 200 com mais de 62 mil cópias comercializadas na semana de 28 de setembro de 2002, impulsionado pela forte rotação de "Complicated" tanto nas rádios como na MTV. O aumento das vendas semanais permitiu que o registro permanecesse dentro das dez primeiras posições da parada por 37 semanas. Vendendo em torno de 100 mil cópias a cada semana, o álbum teve 3,9 milhões destas distribuídas até dezembro, tornando-se o terceiro mais vendido de 2002 nos Estados Unidos. Mesmo durante as férias de final de ano, continuou — com vendas de 272 mil exemplares — a ser um dos mais vendidos, promovido pela apresentação da intérprete nos Billboard Music Awards. Os números de final de ano divulgados pela Nielsen SoundScan revelaram que Let Go vendera mais de 4,1 milhões de unidades — acumuladas em 30 semanas —, o que lhe deu a distinção de ser o álbum de uma artista feminina e o álbum de estreia mais vendido em 2002. Na atualização de 4 de janeiro de 2003, atingiu sua melhor semana de vendas, com cerca 363 mil cópias contabilizadas. Embora tenha atingido pico no número dois ainda em setembro de 2002, Let Go subiu da terceira para segunda posição da Billboard 200 na edição de 1.º de fevereiro, como resultado da aparição de Lavigne no Saturday Night Live àquela época, além da cobertura da mídia por suas indicações ao Grammy e por embarcar em sua primeira turnê mundial. Até o momento, Let Go continua sendo o álbum mais vendido de Lavigne nos Estados Unidos, com 6,9 milhões de cópias, e foi certificado com sétupla platina pela Recording Industry Association of America (RIAA) em março de 2018.
No Reino Unido, onde estreou na 91.ª colocação, Let Go levou mais tempo para chegar ao ápice da parada de álbuns publicada pela Official Charts Company (OCC). Em sua décima nona semana, o disco, que já contabilizava pouco mais de 600 mil unidades, alcançou o topo do gráfico, permanecendo na posição por três semanas consecutivas. Tal aumento nas vendas foi atribuído ao sucesso contínuo de "Sk8er Boi", que se encontrava nos dez primeiros lugares na parada oficial de singles do Reino Unido. Na ocasião, Lavigne substituiu Escapology, de Robbie Williams, que se encontrava no topo a seis semanas seguidas. Em 5 de janeiro de 2003, a cantora tinha 18 anos, três meses e 15 dias de vida, o que a tornou a solista feminina mais jovem a atingir o ápice no gráfico, garantindo-lhe uma entrada para o Guinness World Records. Let Go foi certificado seis vezes platina pela British Phonographic Industry (BPI), com 1 820 483 exemplares vendidos até fevereiro de 2019.
Na Austrália, debutou no terceiro posto e, na semana terminada em 15 de dezembro de 2002, chegou ao topo, ocupando-o por mais seis atualizações. Por fim, foi certificado sete vezes com platina pela Australian Recording Industry Association (ARIA) por 490 mil unidades. Assim como se deu na nação australiana, o álbum estreou no número 3 na Nova Zelândia, atingindo o cume após duas atualizações, na semana terminada em 29 de setembro de 2002. Mais tarde, conquistou platina quíntupla da Recording Industry Association of New Zealand (RIANZ) pela venda de 75 mil cópias. No Japão, onde atingiu a sexta colocação como melhor na parada de álbuns da Oricon, foi certificado pela Recording Industry Association of Japan (RIAJ) com nível de um milhão de unidades seis meses após seu lançamento — estima-se que 1,7 milhões já tenham sido comercializadas no país. O motivo de tal desempenho foram vendas de importação: Let Go foi o quarto disco estrangeiro mais importado no Japão em 2002 e o número 1 em 2003. Em Taiwan, tornou-se o álbum com maior duração nas vendas, com um recorde de 47 semanas, acumulando mais de 150 mil réplicas na região até fevereiro de 2005.
| País — Tabela musical (2002—05)     | Posição de pico |
| ----------------------------------- | --------------- |
| Alemanha (GfK Entertainment Charts) | 2               |
| Austrália (ARIA Charts)             | 1               |
| Áustria (Ö3 Austria Top 40)         | 2               |
| Bélgica (Ultratop de Flandres)      | 7               |
| Bélgica (Ultratop de Valônia)       | 9               |
| Brasil (HITS)                       | 3               |
| Canadá (Canadian Albums Chart)      | 1               |
| Dinamarca (Hitlisten)               | 6               |
| Escócia (OCC)                       | 1               |
| Espanha (PROMUSICAE)                | 92              |
| Estados Unidos (Billboard 200)      | 2               |
| Europa (Music & Media)              | 2               |
| Finlândia (Suomen virallinen lista) | 9               |
| França (SNEP)                       | 13              |
| Grécia (IFPI Grécia)                | 7               |
| Hungria (MAHASZ)                    | 11              |
| Irlanda (IRMA)                      | 1               |
| Itália (FIMI)                       | 6               |
| Japão (Oricon Albums Chart)         | 6               |
| Noruega (VG-lista)                  | 3               |
| Nova Zelândia (NZ Top 40 Albums)    | 1               |
| Países Baixos (MegaCharts)          | 4               |
| Polônia (ZPAV)                      | 23              |
| Portugal (AFP)                      | 10              |
| Reino Unido (UK Albums Chart)       | 1               |
| República Tcheca (ČNS IFPI)         | 7               |
| Suécia (Sverigetopplistan)          | 6               |
| Suíça (Schweizer Hitparade)         | 2               |

| País — Tabela musical (2000—09) | Posição |
| ------------------------------- | ------- |
| Austrália (ARIA Charts)         | 14      |
| Estados Unidos (Billboard 200)  | 21      |
| Reino Unido (UK Albums Chart)   | 40      |

| País — Tabela musical (2000—09) | Posição |
| ------------------------------- | ------- |
| Estados Unidos (Billboard 200)  | 58      |

| País — Tabela musical (2002)                   | Posição |
| ---------------------------------------------- | ------- |
| Alemanha (GfK Entertainment Charts)            | 30      |
| Austrália (ARIA Charts)                        | 10      |
| Áustria (Ö3 Austria Top 40)                    | 26      |
| Bélgica (Ultratop de Flandres)                 | 40      |
| Bélgica (Ultratop de Valônia)                  | 65      |
| Canadá (Nielsen SoundScan)                     | 4       |
| Canadá (Nielsen SoundScan) Álbuns alternativos | 2       |
| Estados Unidos (Billboard 200)                 | 14      |
| Finlândia (Suomen virallinen lista)            | 29      |
| França (SNEP)                                  | 80      |
| Irlanda (IRMA)                                 | 12      |
| Japão (Oricon Albums Chart)                    | 49      |
| Mundo (IFPI)                                   | 2       |
| Nova Zelândia (NZ Top 40 Albums)               | 24      |
| Países Baixos (MegaCharts)                     | 58      |
| Reino Unido (UK Albums Chart)                  | 16      |
| Suécia (Sverigetopplistan)                     | 42      |
| Suíça (Schweizer Hitparade)                    | 18      |
| País — Tabela musical (2003)                   | Posição |
| Alemanha (GfK Entertainment Charts)            | 20      |
| Austrália (ARIA Charts)                        | 3       |
| Áustria (Ö3 Austria Top 40)                    | 34      |
| Bélgica (Ultratop de Flandres)                 | 26      |
| Bélgica (Ultratop de Valônia)                  | 31      |
| Estados Unidos (Billboard 200)                 | 5       |
| Europa (Music & Media)                         | 5       |
| França (SNEP)                                  | 29      |
| Hungria (MAHASZ)                               | 82      |
| Irlanda (IRMA)                                 | 13      |
| Japão (Oricon Albums Chart)                    | 26      |
| Mundo (IFPI)                                   | 9       |
| Nova Zelândia (NZ Top 40 Albums)               | 18      |
| Países Baixos (MegaCharts)                     | 38      |
| Reino Unido (UK Albums Chart)                  | 11      |
| Suécia (Sverigetopplistan)                     | 92      |
| Suíça (Schweizer Hitparade)                    | 35      |

| Região                                                                                             | Certificação | Vendas     |
| -------------------------------------------------------------------------------------------------- | ------------ | ---------- |
| Alemanha (BVMI)                                                                                    | 3× Ouro      | 450 000*   |
| Argentina (CAPIF)                                                                                  | Platina      | 40 000^    |
| Austrália (ARIA)                                                                                   | 7× Platina   | 490 000^   |
| Áustria (IFPI Áustria)                                                                             | Platina      | 30 000*    |
| Bélgica (BEA)                                                                                      | Ouro         | 25 000*    |
| Brasil (Pro-Música Brasil)                                                                         | 2× Platina   | 500 000*   |
| Canadá (Music Canada)                                                                              | Diamante     | 1 000 000^ |
| Dinamarca (IFPI Dinamarca)                                                                         | 3× Platina   | 60 000^    |
| Espanha (PROMUSICAE)                                                                               | Platina      | 100 000^   |
| Estados Unidos (RIAA)                                                                              | 7× Platina   | 6 900 000  |
| Finlândia (Musiikkituottajat)                                                                      | Ouro         | 16 256     |
| França (SNEP)                                                                                      | Platina      | 300 000*   |
| Grécia (IFPI Grécia)                                                                               | Ouro         | 15 000^    |
| Hungria (MAHASZ)                                                                                   | Ouro         | 10 000^    |
| Japão (RIAJ)                                                                                       | Milhão       | 1 700 000  |
| México (AMPROFON)                                                                                  | Ouro         | 75 000^    |
| Noruega (IFPI Noruega)                                                                             | Platina      | 30 000*    |
| Nova Zelândia (RIANZ)                                                                              | 5× Platina   | 75 000^    |
| Países Baixos (NVPI)                                                                               | Platina      | 80 000^    |
| Portugal (AFP)                                                                                     | Ouro         | 20 000*    |
| Reino Unido (BPI)                                                                                  | 6× Platina   | 1 820 483  |
| Suécia (GLF)                                                                                       | Platina      | 40 000*    |
| Suíça (IFPI Suíça)                                                                                 | 2× Platina   | 80 000*    |
| Resumos                                                                                            |              |            |
| Europa (IFPI)                                                                                      | 2× Platina   | 2 000 000* |
| *números de vendas baseados somente na certificação ^distribuições baseadas apenas na certificação |              |            |